# راين نيكار لوين
راين نيكار لوين هو نادي كرة يد ألماني من مدينة مانهايم ويلعب في الدوري الألماني لكرة اليد. تأسس النادي عام 2002 وأستطاع الحصول على لقب الدوري في 2016 و2017 تحت قيادة المدرب نيكولاي جاكوبسن.